# УЕФА суперкуп 1999.
УЕФА суперкуп 1999. је била фудбалска утакмица одиграна 27. августа 1999. између победника УЕФА Лиге шампиона 1998–99, Манчестер јунајтеда и Лација, победника Купа победника купова УЕФА 1998–99.
Упркос прогнозама, Лацио је победио у мечу са 1:0, а победоносни гол постигао је чилеански нападач Марсело Салас у 35. минуту. Утакмица је одиграна на неутралном стадиону Луј II у Монаку, пред 14.461 гледаоцем.
Ово је био последњи Суперкуп који су освојили победници Купа победника купова УЕФА, пошто је турнир прекинут после сезоне 1998/99. Од 2000. године у њему се такмиче победници УЕФА Лиге шампиона и победници Купа УЕФА/УЕФА Лиге Европе.

## Стадион
Стадион Луј II у Монаку је такође био место одржавања УЕФА Суперкупа од 1998. године. Изграђен је 1985. године, а дом је АС Монака, који игра у систему француске лиге.

## Тимови
| Екипа              | Квалификације                                    | Претходно учешће (подебљано означава победнике) |
| ------------------ | ------------------------------------------------ | ----------------------------------------------- |
| Манчестер јунајтед | УЕФА Лига шампиона 1998/99. победник             | 1991                                            |
| Лацио              | Куп победника купова у фудбалу 1998/99. победник | Нема                                            |

## Утакмица

### Резиме
Лацио је постигао једини гол на утакмици у 35. минуту када је Марсело Салас шутирао са саме шеснаестерца на који је голман Раимонд ван дер Гоув реаговао није успео да одбрани, пошто му је лопта прошла испод тела.

### Детаљи
| Манчестер јунајтед | 0–1      | Лацио     |
| ------------------ | -------- | --------- |
|                    | Извештај | Салас 35’ |

| Манчестер јунајтед | Лацио |

| GK               | 17 | Рајмонд ван дер Гау |  |     |
| RB               | 2  | Гари Невил          |  |     |
| CB               | 6  | Јап Стам            |  | 57’ |
| CB               | 21 | Хенинг Берг         |  |     |
| LB               | 12 | Фил Невил           |  |     |
| RM               | 7  | Дејвид Бекам        |  | 58’ |
| CM               | 16 | Рој Кин (c)         |  |     |
| LM               | 18 | Пол Скоулс          |  |     |
| RF               | 9  | Енди Кол            |  | 78’ |
| CF               | 10 | Теди Шерингам       |  |     |
| LF               | 20 | Оле Гунар Солшер    |  |     |
| Резервни играчи: |    |                     |  |     |
| GK               | 31 | Ник Калкин          |  |     |
| DF               | 13 | Џон Куртис          |  | 57’ |
| MF               | 11 | Рајан Гигс          |  |     |
| MF               | 33 | Марк Вилсон         |  |     |
| MF               | 34 | Џонатан Грининг     |  | 78’ |
| FW               | 14 | Јорди Кројф         |  | 58’ |
| FW               | 19 | Двајт Јорк          |  |     |
| Менаџер:         |    |                     |  |     |
| Алекс Фергусон   |    |                     |  |     |

| GK                 | 1  | Лука Маркеђани        |  |     |
| RB                 | 2  | Паоло Негро           |  |     |
| CB                 | 13 | Алесандро Неста (c)   |  |     |
| CB                 | 11 | Синиша Михајловић     |  |     |
| LB                 | 15 | Ђузепе Панкаро        |  |     |
| RM                 | 20 | Дејан Станковић       |  |     |
| CM                 | 23 | Хуан Себастијан Верон |  |     |
| CM                 | 25 | Матијас Алмеида       |  |     |
| LM                 | 18 | Павел Недвед          |  | 66’ |
| SS                 | 10 | Роберто Манчини       |  | 84’ |
| CF                 | 21 | Симоне Инзаги         |  | 23’ |
| Резервни играчи:   |    |                       |  |     |
| GK                 | 22 | Марко Балота          |  |     |
| DF                 | 5  | Ђузепе Фавали         |  |     |
| MF                 | 7  | Сержио Консеисао      |  |     |
| MF                 | 14 | Дијего Симеоне        |  | 84’ |
| MF                 | 16 | Атилио Ломбардо       |  | 66’ |
| FW                 | 9  | Марсело Салас         |  | 23’ |
| FW                 | 19 | Кенет Андерсон        |  |     |
| Менаџер:           |    |                       |  |     |
| Свен Јеран Ериксон |    |                       |  |     |

| Играч утакмице: Хуан Себастијан Верон (Лацио) Помоћне судије: Jacek Pocięgiel (Пољска) Eugeniusz Koczar (Пољска) Четврти судија:' Tomasz Mikulski (Пољска) | Правила - Игра се 90 минута - У случају нерешеног играју се продужици 30 минута - Приступа се извођењу једанаестераца ако је резултати и даље изједначен - Седам именованих замена, од којих се могу користити до три |